# Sérgio Sá Leitão
Sérgio Sá Leitão (Río de Janeiro, 1 de diciembre de 1967) es un periodista y gestor público brasileño, actual ministro de Cultura de Brasil.

## Biografía
Sérgio Sá Leitão nació en Río de Janeiro el 1 de diciembre de 1967. Es graduado en Periodismo por la Universidad Federal de Río de Janeiro (UFRJ). Inició su carrera profesional como reportero y editor del Jornal do Brasil y de la Folha de S.Paulo. También fue jefe de redacción del Jornal dos Sports. Es coautor de los libros Futebol-arte: a cultura e o jeito brasileiro de jogar (1998) y Marketing esportivo ao vivo (2000), entre otros. En la década de 2000 inició la carrera política.

## Carrera política
Entre 2003 y 2006, Sá Leitão fue jefe de Gabinete del entonces ministro da Cultura, Gilberto Gil, y Secretario de Políticas Culturales del MinC. En mayo de 2006, asumió el puesto de asesor de la Presidencia del BNDES, actuando en la creación del Departamento de Economía de la Cultura y del Programa de Apoyo al Audiovisual (Procult). En el MinC, coordinó los programas "Copa da Cultura", "Música do Brasil", "CulturaPrev" y "Economia da Cultura", entre otros.
En 2007, fue nombrado asesor de la Agência Nacional do Cinema (Ancine). Al año siguiente pasó a la dirección de la Agencia, que ostentó hasta 2008. En enero de 2008 pasó a presidir RioFilme, a propuesta del prefecto Eduardo Paes.
Entre 2009 y 2014, RioFilme invirtió cerca de R$ 180 millones en más de 300 proyectos de empresas cariocas del audiovisual, en los segmentos de creación, producción, distribución, exhibición, promoción y otros servicios relacionados. De esa manera, Río de Janeiro se convirtió en la capital brasileña que más invirtió en el sector audiovisual. También fue secretario municipal de Cultura de Río de Janeiro entre 2012 y 2015.
Asumió el cargo de ministro de Cultura (MinC) en el Gobierno Michel Temer el 25 de julio de 2017.